# Margaret MacNeil
Hannah Margaret McNair "Maggie" Mac Neil (Jiujiang, 26 februari 2000) is een Canadese zwemster. MacNeil werd Olympisch kampioen in 2021.

## Biografie
MacNeil werd geboren in Jiujiang maar werd een jaar later al geadopteerd door een Canadese familie. MacNeil groeide verder op in Canada en ging later studeren op de Universiteit van Michigan. 

### 2019-2021
Bij haar internationale debuut op het hoogste niveau, op de wereldkampioenschappen zwemmen 2019 in Gwangju, werd MacNeil wereldkampioene op de 100 meter vlinderslag. In de finale was ze sneller dan de regerende Olympisch kampioene Sarah Sjöström. Op de 4×100 meter vrije slag sleepte ze samen met Kayla Sanchez, Taylor Ruck en Penelope Oleksiak de bronzen medaille in de wacht. Samen met Kylie Masse, Sydney Pickrem en Penny Oleksiak zwom MacNeil ook naar brons op de 4x100 meter wisselslag. In 2021 maakte MacNeil haar Olympisch debuut tijdens de uitgestelde Olympische Zomerspelen in Tokio. MacNeil behaalde haar eerste Olympische medaille op 4×100 meter vrije slag. Samen met Kayla Sanchez, Rebecca Smith en Penny Oleksiak zwom MacNeil in de finale naar de zilveren medaille achter het Australische kwartet. Amper 1 dag later zwom MacNeil naar haar eerste Olympische titel. In de finale van de 100 meter vlinderslag was MacNeil 0,05 seconde sneller dan de Chinese Zhang Yufei. Canada won enkele dagen later ook de bronzen medaille op de 4×100 meter wisselslag. MacNeil trad op dit nummer enkel aan in de reeksen, maar kreeg hiervoor wel een derde Olympische medaille toebedeeld. Op het einde van 2021 maakte MacNeil haar debuut op het  WK kortebaan. In de finale van de 50 meter rugslag zwom MacNeil in een wereldrecordtijd van 25,27 seconden naar de wereldtitel, voor haar landgenote Kylie Masse en de Canadese Louise Hansson. MacNeil was individueel ook goed voor goud op de 100 meter vlinderslag. Samen met Kayla Sanchez, Rebecca Smith en Katerine Savard behaalde MacNeil ook goud op de 4x100 meter vrije slag. Met de gouden medaille op de 4x50 meter vrije slag voor gemengde teams sloot MacNeil de WK kortebaan in Abu Dhabi af met 4 wereldtitels.

### 2022
In de nasleep van de Olympische Spelen kreeg MacNeil het in het voorjaar van 2022 moeilijk met de druk en de verwachtingen waarna ze bekend maakte dat ze op de Wereldkampioenschappen zwemmen 2022 in Boedapest enkel zou uitkomen in de estafette-nummers. Samen met haar landgenoten zwom MacNeil naar twee zilveren en 1 bronzen medaille in deze estafettenummers. Later op het jaar nam MacNeil deel aan de Gemenebestspelen van 2022 in Birmingham. Op dit toernooi nam MacNeil terug deel aan de individuele nummers. Naast goud op de 100 meter vlinderslag behaalde MacNeil nog 2 zilveren en 2 bronzen medailles in de estafettenummers. Eind 2022 zwom MacNeil naar 3 wereldtitels tijdens de Wereldkampioenschappen kortebaanzwemmen in Melbourne. In de finale van de 50 meter rugslag stelde ze haar eigen wereldrecord nog scherper naar 25,25 seconden. Ook in de finale van de 100 meter vlinderslag was MacNeil goed voor een wereldrecord. 

### 2023-heden
Tijdens de WK in Fukuoka in 2023 moest MacNeil tevreden zijn met een zilveren medaille op de 100 meter vlinderslag. Samen met Kylie Masse, Sophie Angus en Summer McIntosh behaalde MacNeil brons in de finale van de 4 x 100 meter wisselslag. MacNeil nam ook deel aan de Pan-Amerikaanse Spelen in Santiago waarbij ze maar liefst 5 gouden, 1 zilveren en 1 bronzen medaille behaalde. In 2024 nam MacNeil, in voorbereiding op de Olympische Spelen van 2024 in Parijs, niet deel aan de WK. MacNeil slaagde er niet in om haar Olympische titel op de 100 meter vlinderslag te verlengen: in de finale moest MacNeil zich tevreden stellen met een 5e plaats. Ook in de andere nummers kon MacNeil geen nieuw Olympisch eremetaal bemachtigen.

## Internationale toernooien
| Jaar | Olympische Spelen                                                                                              | WK langebaan | WK kortebaan | Pan-Ams | Gemenebestspelen |
| ---- | --- | --- | --- | --- | --- |
| 2019 | | 14e 50m vlinderslag · 100m vlinderslag · 4×100m vrije slag · 4×100m wisselslag · 4e 4×100m vrije slag gemengd · MacNeil zwom enkel in de series · 5e 4×100m wisselslag gemengd | | geen deelname | |
| 2020 | Geen toernooien vanwege de coronapandemie                                                                      | Geen toernooien vanwege de coronapandemie | Geen toernooien vanwege de coronapandemie | Geen toernooien vanwege de coronapandemie | Geen toernooien vanwege de coronapandemie                                                                                            |
| 2021 | 100m vlinderslag · 4×100m vrije slag · 4×100m wisselslag · MacNeil zwom enkel in de series                     | | 50m rugslag · 10e 100m rugslag · 100m vlinderslag · 6e 4x50m vrije slag · 4x100m vrije slag · 4e 4x50m wisselslag · 4x100m wisselslag · 4x50m vrije slag gemengd | | |
| 2022 | | 4x100m vrije slag · 4x100m wisselslag · 4x100m vrije slag gemengd · MacNeil zwom enkel in de series                                                                            | 50m rugslag · 50m vlinderslag · 100m vlinderslag · 4x100m vrije slag · 4e 4x50m wisselslag · 4x100m wisselslag · 4x50m wisselslag gemengd                        | | 4e 50m vlinderslag · 100m vlinderslag · 4x100 vrije slag · 4x100m wisselslag · 4x100m vrije slag gemengd · 4x100m wisselslag gemengd |
| 2023 | | 19e 50m vlinderslag · 100m vlinderslag · 7e 4x100m vrije slag · 4x100m wisselslag · 4e 4x100m vrije slag gemengd · 6e 4x100m wisselslag gemengd                                | | 50m vrije slag · 100m vrije slag · 100m vlinderslag · 4x100m vrije slag · 4x100m wisselslag · 4x100m vrije slag gemengd · 4x100m wisselslag gemengd | |
| 2024 | 5e 100m vlinderslag 16e 100m vrije slag 4e 4x100m vrije slag 4e 4x100m wisselslag 5e 4x100m wisselslag gemengd | geen deelname | 10 december - 15 december | | |

## Persoonlijke records
Bijgewerkt tot en met 15 september 2024
Kortebaan
| Afstand          | Tijd       | Datum            | Plaats    |
| ---------------- | ---------- | ---------------- | --------- |
| 50m vrije slag   | 23,74      | 28 oktober 2022  | Toronto   |
| 100m vrije slag  | 51,82      | 30 oktober 2022  | Toronto   |
| 50m rugslag      | 25,25 (WR) | 16 december 2022 | Melbourne |
| 100m rugslag     | 56,16      | 2 oktober 2021   | Berlijn   |
| 50m vlinderslag  | 24,64      | 14 december 2022 | Melbourne |
| 100m vlinderslag | 54,05 (WR) | 18 december 2016 | Melbourne |

Langebaan
| Afstand          | Tijd  | Datum           | Plaats  |
| ---------------- | ----- | --------------- | ------- |
| 50m vrije slag   | 24,79 | 30 maart 2023   | Toronto |
| 100m vrije slag  | 53,31 | 27 juli 2024    | Parijs  |
| 50m rugslag      | 28,18 | 13 oktober 2023 | Athene  |
| 100m rugslag     | 59,45 | 7 mei 2021      | Toronto |
| 50m vlinderslag  | 25,94 | 28 juli 2024    | Parijs  |
| 100m vlinderslag | 55,59 | 26 juli 2021    | Tokio   |